# Carnisseria del Crestó
La Carnisseria del Crestó és un element arquitectònic històric (s.XIII) que podem trobar a la vila de Cardona.
Situada a la plaça Jussana (actual Plaça de Santa Eulàlia), la seva situació era a l'epicentre de la vila, a la intersecció entre els tres camins principals que arribaven fins a Cardona i la pujada d'accés al castell.
Es trobava sota la Porxada d'en Soler, una estructura porxada que corresponia a l'antic habitatge dels Soler, nissaga de ramaders i negociants locals enriquits. A principi del s.XIV van esdevenir senyors de la baronia veïna de Santa Maria d'Aguilar (Montmajor, Berguedà), mercès al control que exercien sobre les carnisseries de la vila i d'altres serveis sota el monopoli dels senyors del Castell de Cardona.
La carnisseria del Crestó o carnisseria Jussana (per la seva localització) està documentada el 1348. era el nom que designava els locals de pedra de la casa Soler on s'encabien les taules que els carnissers locals arrendaven per vendre al detall el crestó (un boc castrat) i d'altres tipus de carns. La seva titularitat corresponia al senyor del castell que percebia el pagament d'un cens anual per part dels diferents carnissers que tenien taula.
A tocar de la carnisseria del Crestó i també sota les porxades s'hi podia trobar el forn Jussà de la vila.
Actualment hi ha la nova seu del museu col·lecció de sal Josep Arnau.